# Andrej Bogoljubski
Knez Andrej I. od Vladimira, poznatiji kao Andrej Bogoljubski (rus.: Андрей Боголюбский, "Andrej Bogoljubivi") (o. 1110. – 28. lipnja 1174.) bio je knez Vladimir-Suzdalja od 1157. do smrti. 
Bio je sin Jurija Dolgorukog, koji je kneza Andreja proglasio knezom Višhoroda (kraj Kijeva). Majka mu je bila kumanska princeza, kćer kana Aepe. Na Zapadu je bio poznat po nadimku Skitski Cezar. Vladavinu mu je obilježilo nastojanje da zemlje Kijevske Rusi stavi pod centralnu vlast, što je izazvalo otpor boljara, koji su ga ubili 1174. 
Kasnije ga je pravoslavna crkva proglasila svecem.

## Vanjske poveznice
- Encyclopædia Britannica[neaktivna poveznica]
- Burial of St Andrew the Prince